# Patricia Briggs
Patricia Briggs (ur. 1965 w Butte) – amerykańska pisarka literatury fantasy, autorka serii o Mercy Thompson, należącej do gatunku urban fantasy. Zadebiutowała powieścią Masques w 1993 roku.
Patricia Briggs urodziła się w 1965 roku w Butte w Montanie. Mieszka razem z mężem i dziećmi w stanie Waszyngton.

## Twórczość

### Powieści

#### Seria Mercy Thompson
1. Zew księżyca (ang. Moon Called, 2006)
2. Więzy krwi (ang. Blood Bound, 2007)
3. Pocałunek żelaza (ang. Iron Kissed, 2008)
4. Znak kości (ang. Bone Crossed, 2009)
5. Zrodzony ze srebra (ang. Silver Borne, 2010)
6. Piętno rzeki (ang. River Marked, 2011)
7. Żar mrozu (ang. Frost Burned, 2013)
8. Zamęt nocy (ang. Night Broken, 2014)
9. Dotyk ognia (ang. Fire Touched, 2016)
10. Czas ciszy (ang. Silence Fallen, 2017)
11. Klątwa burzy (ang. Storm Cursed, 2019)
12. Ślad dymu (ang. Smoke Bitten, 2020)
13. Żniwa dusz (ang. Soul Taken, 2022)
14. Winter Lost (2024)

#### Seria Alfa i Omega
1. Wilczy trop (Cry Wolf, 2008) – polskie wydanie zawiera opowiadanie Alpha and Omega, będące wstępem do serii, oraz właściwą powieść Cry Wolf
2. Polowanie (Hunting Ground, 2009)
3. Fair Game (2012)
4. Dead Heat (2015)
5. Burn Bright (2018)
6. Wild Sign (2021)

#### Seria Sianim
1. Masques (1993)
2. Steal the Dragon (1995)
3. When Demons Walk (1998)
4. Wolfsbane (2010)

#### Dylogia Hurog
1. Dragon Bones (2002)
2. Dragon Blood (2003)

#### Dylogia Raven
1. Raven's Shadow (2004)
2. Raven's Strike (2005)

#### Niezależne powieści
- The Hob's Bargain (2001)

#### Antologie i zbiory
- Silver Birch, Blood Moon (1999)
  - The Price
- On the Prowl (2007)
  - Alpha and Omega 0.5
- Wolfsbane and Mistletoe (2008)
  - The Star of David
- Strange Brew (2009)
  - Seeing Eye
- Naked City (2011)
  - Fairy Gifts
- Home Improvement: Undead Edition (2011)
  - Gray (Mercy Thompson #0.5)
- Down These Strange Streets (2011)
  - In Red, with Pearls
- The Urban Fantasy Anthology (2011)
  - Seeing Eye
- Shifter's Wolf (2012)
  - Masques
  - Wolfsbane
- Weird Detectives: Recent Investigations (2013)
  - Star of David
- Shifting Shadows (2014) – antologia ze zbiorem krótkich opowiadań w świecie Mercedes
  - Silver
  - Roses in Winter
  - Redemption
  - Hollow
  - Fairy Gifts
  - Gray
  - Alpha and Omega
  - Seeing Eye
  - The Star of David
  - In Red, with Pearls
- A Fantastic Holiday Season: The Gift of Stories (2014)
  - Unappreciated Gifts
- Fantastic Hope (2020)
  - Asil and the Not-Date
- Heroic Hearts (2021)
  - Dating terrors – kontynuacja Asil and the Not-Date